# První národy

Rozšíření indiánských jazyků v Severní Americe

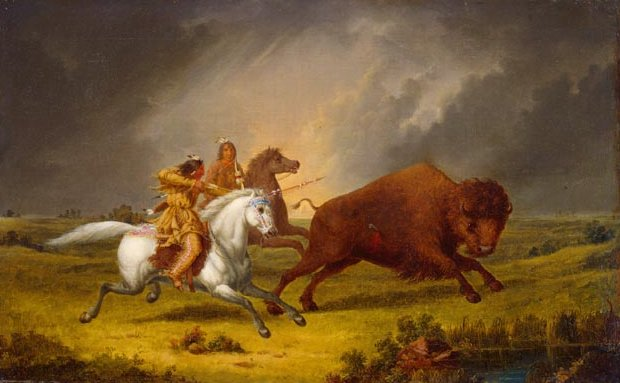
Asinnibojci lovící bizona (cca 1851)

První národy (angl. First Nations, fr. Premières Nations) je kanadský politicky korektní termín označující skupinu domorodých obyvatel – indiánů Severní Ameriky a jejich potomky, kteří žijí v Kanadě. (V USA se pro indiány používá pojem původní Američané, angl. Native Americans.) Mezi první národy nepatří kanadští  Inuité  a Métisové.
V Kanadě platí tzv. Dohoda č. 8 (z roku 1899), což je výsadní právo prvních národů na užívání vody a přírodních zdrojů (nad zemí i pod zemí) v oblastech, které jsou stanoveny touto dohodou nebo ve znění pozdějších úprav.
V Kanadě je 21. červen svátkem prvních národů.